# Ламанский, Владимир Иванович
Влади́мир Ива́нович Лама́нский (26 июня [8 июля] 1833, Санкт-Петербург — 19 ноября [2 декабря] 1914, Петроград) — русский историк и славист; заслуженный профессор Санкт-Петербургского университета, академик Санкт-Петербургской академии наук.

## Биография
Происходил из дворянского рода Ламанских, основателем которого стал его отец, Иван Иванович Ламанский. В 1850 году с золотой медалью окончил 1-ю Санкт-Петербургскую гимназию. Затем учился на историко-филологическом факультете Санкт-Петербургского университета, который окончил кандидатом в 1854 году — получил серебряную медаль за кандидатское сочинение «Рассуждение о языке „Русской Правды“», выполненную по руководством И. И. Срезневского.
Первым печатным трудом Ламанского стал, опубликованный в «Вестнике императорского русского географического общества», критический отзыв о книге Метлинского «Народные южно-русские песни» (Киев, 1854). С этого времени началось его сотрудничество с Географическим обществом, сначала в качестве секретаря отделения этнографии, а затем занимал должность председателя этого отделения (1865—1868, 1887—1910); интерес к общественным вопросам русской жизни сказался уже в его первой учёно-публицистической статье, напечатанной в «Современнике» (№ 5. — 1857): «О распространении знаний в России».
Сначала он был служащим Санкт-Петербургского губернского управления, в 1855—1857 гг. — сотрудником Императорской публичной библиотеки. Много любопытного для русской истории XVIII и XIX веков было извлечено Ламанским из архива министерства иностранных дел, где он служил старшим архивариусом в 1858—1862 годах.
В 1859 году Ламанский напечатал магистерскую диссертацию «О славянах в Малой Азии, Африке и Испании», которая была отмечена полной Демидовской премией. Защита диссертации состоялась в начале 1860 года. В 1862—1864 годах он совершил путешествие по славянским землям и опубликовал ряд очерков («Сербия и южно-славянские провинции Австрии», «Национальности итальянская и славянская в политическом и культурном отношениях» — «Отечественные записки», 1864), в которых старался отчасти подтвердить, отчасти развить славянофильские идеи об отличительных особенностях славян и их просвещении, и намечал задачу славянского объединения на основе русского языка, как общего литературного языка всего славянства. Впрочем, будучи сторонником идей славянофилов, Ламанский считал неотделимыми от России интересы и других народов, он поддерживал имперские идеи Ф. И. Тютчева, выраженные им в стихотворении «География России». Во время этого пребывания за границей Ламанский собрал богатый рукописный материал, изданный им в сочинении «О некоторых славянских рукописях в Белграде, Загребе и Вене, с филологическими и историческими примечаниями» (СПб., 1864).
В 1865 году Ламанский в качестве приват-доцента начал преподавать на кафедре славянской филологии историко-филологического факультета Санкт-Петербургского университета («Вступительное чтение» его напечатано в «Дне», № 50-52) и стал настойчиво проводить идею необходимости изучения славян в интересах русского самосознания («Чтения о славянской истории»).
В 1869 году Ламанский напечатал в «Журнале министерства народного просвещения» ряд статей под заглавием «Непорешенный вопрос», высказал в них много оригинальных соображений об историческом образовании древнего славянского и русского языков, о болгарском наречии и письменности в XVI—XVII веках, о болгарской словесности в XVIII веке. Он считал, что мораване-ученики св. Мефодия вносили особенности моравского наречия в письменный церковный язык, а древнецерковный славянский язык является искусственным и смешанным языком. Он критиковал исследователей, пытавшихся выводить древнецерковный язык только от какого-нибудь одного народного наречия: «Смеем думать, что различные мнения в своё время высказанные о македонском, моравском, болгарском, паннонско-словинском и даже искусственном происхождении древнего нашего церковного языка, взятые в совокупности, взаимно умеряемые и ограничиваемые, не так ложны и безосновательны, как это может казаться тем, кто держится одного из этих мнений исключительно».
В 1871 году было напечатано сочинение Ламанского «Об историческом изучении греко-славянского мира в Европе», где, вместе с критикой существующих в западноевропейской науке мнений о славянах, была дана теория двух различных по религиозному, гражданскому и нравственному характеру миров — Греко-Славянского и Романо-Германского. Это сочинение Ламанский, крайне строгий к самому себе, долго не соглашался представить как докторскую диссертацию и уступил лишь усиленным убеждениям Срезневского и других своих коллег. После защиты диссертации в 1871 году он был утверждён экстраординарным профессором Санкт-Петербургского университета, в 1873 году — ординарным профессором. С 1872 года он стал преподавать в Санкт-Петербургской духовной академии (до 1897).

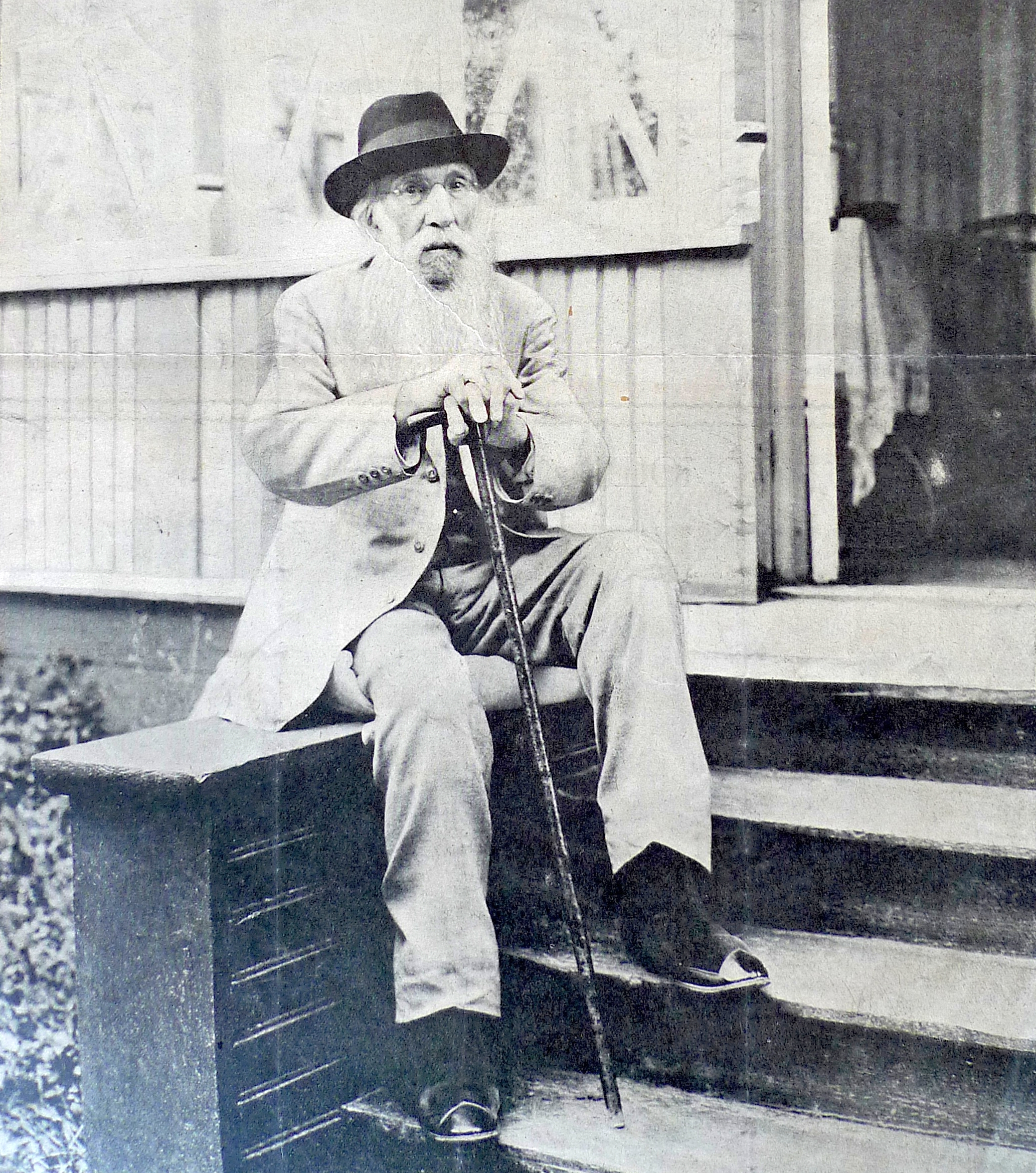
В. И. Ламанский, 1913 г.

С 1868 года он принимал самое активное участие в деятельности Петербургского Славянского благотворительного комитета, был его председателем (1879—1880) и редактором «Известий» общества (1887—1888). В первом томе, изданном Петербургским отделом Славянского комитета «Славянского сборника» 1875 года, Ламанский начал печатать историко-литературные и культурные очерки: «Видные деятели западно-славянской образованности в XV, XVI и XVII веков», «Новейшие памятники древнечешского языка» («Журнал Министерства народного просвещения», 1879).
С 1880 года он возглавлял Историко-филологическое общество при Петербургском университете. В 1883—1885 годах был деканом историко-филологического факультета Санкт-Петербургского университета.
В 1883 году Ламанский напечатал «Les Secrets d'état de Venise et les relations de la république à la fin du XV et. au XVI siècle avec les grecs, les slaves et les turcs». В этом же году, по случаю 25-летия профессорской и учёной деятельности Ламанского был издан «Сборник статей по славяноведению» (СПб.: тип. Имп. Акад. наук, 1883. — 495 с.), который составили и издали его ученики: Ф. Ф. Зигель, А. Г. Семенович, А. С. Будилович, Ю. С. Анненков, Ф. И. Успенский, Г. А. Воскресенский, Р. Ф. Брандт, В. Н. Малинин, К. Я. Грот, И. И. Соколов, Т. Д. Флоринский, С. Л. Пташицкий, М. И. Соколов, П. А. Сырку, И. Ф. Анненский, В. Э. Регель, И. С. Пальмов, Ф. М. Истомин, Г. М. Князев, В. А. Кракау, А. Л. Петров.
Поместил он также много статей по славянским вопросам в «Известиях» Славянского благотворительного общества в 1883—1888 гг. Сотрудничал с редактором журнала «Филологические записки» А. А. Хованским, принимал участие в формировании Фонда Хованского, учреждённого в 1899 году; был одним из его жертвователей.
С 1890 года Ламанский редактировал издание Императорского Русского географического общества — журнал «Живая старина»; помещал в ней заметки по славянской и русской этнографии. С этого же года он получил звание заслуженного профессора Санкт-петербургского университета и к преподаванию в университете и духовной академии добавил чтение лекций в Академии Генерального штаба.
С 1899 года Ламанский участвовал в редактировании многотомной «России» П. П. и В. П. Семёновых-Тян-Шанских. В августе 1899 года Ламанский представил XI Археологическому съезду в Киеве «3аметку об ясах аланах», посвящённую жителям Ясшага в Венгерском королевстве. Вслед за В. Ф. Миллером, Ламанский отстаивал тождество ясов с аланами, иранское происхождение тех и других.
С 1900 года — академик Санкт-Петербургской академии наук

## Семья
Был женат, имел двух сыновей и трёх дочерей. Дочь Вера была замужем с 28 апреля 1896 года за Вениамином Петровичем Семёновым.